# All Night Long (film 1924)
All Night Long è un cortometraggio statunitense del 1924, diretto da Harry Edwards, con Harry Langdon. 

## Trama
Harry si è addormentato sulla poltrona di un cinema, e si risveglia a notte fonda, quando tutti gli spettatori, compresa sua moglie Nanette, se ne sono andati, ed il cinema ha chiuso.
Nell'uscire dall'edificio si imbatte in una banda di scassinatori che stanno tentando di aprire la cassaforte del teatro, ed il cui capo è la sua vecchia conoscenza, il sergente Gale Wyndham. I due ricordano i tempi passati assieme durante la guerra, quando Harry, inconsapevolmente, gli ha sottratto la fidanzata Nanette, e Gale, a sua volta, ha cercato di vendicarsi facendo esporre pericolosamente Harry al fuoco nemico.
Mentre i due uomini stanno ricordando il passato, e mentre la polizia è sulle tracce degli scassinatori, la miccia si accende fortuitamente e provoca l'esplosione della cassaforte.
Harry e Gale, infortunati, si ritrovano in una carrozzella a passeggio per le vie cittadine, in compagnia di Nadine e dei numerosi figli che ella ha avuto con Harry, l'ultimo dei quali, a ricordo della vecchia amicizia, è stato chiamato Gale.